# Beaucoups of Blues (brano musicale)
Beaucoups of Blues è la title track dell'omonimo album di Ringo Starr del 1970. L'Apple Records ha pubblicato un singolo, con il numero di serie 2969 contenente il brano ed al lato B Choochy Choochy, una composizione originale del batterista, il 5 ottobre 1970 negli USA. Nello stesso anno è stato pubblicato in numerosi altri stati. Il brano è stato incluso anche nelle raccolte Blast from Your Past e Photograph: The Very Best of Ringo.

## Il singolo

### Pubblicazione
Il singolo è stato pubblicato in numerosi stati:
- In Argentina con il numero di serie DTOA 8640
- In Australia con il numero di serie  A-9309
- In Belgio con il numero di serie 4C-006-04645
- In Brasile con i numeri di serie 7BT40 e 31C006-04645Y
- In Canada con il numero di serie 2969
- In Cile con il numero di serie 10
- In Danimarca con il numero di serie F 2969
- In Francia con il numero di serie 2C006-04645
- Nei Paesi Bassi con il numero di serie 5C006-04645 a settembre 1970
- In Italia con il numero di serie 3C006-04645 il 29 ottobre 1970
- In Germania con il numero di serie 1C006-04645 nel settembre 1970
- In Giappone con il numero di serie AR 2681 il 21 dicembre 1970
- In Messico con il numero di serie 6799
- In Norvegia con il numero di serie 7E006-04645 a novembre 1970
- In Nuova Zelanda con il numero di serie NZP 3388
- In Portogallo con il numero di serie 8E006-04698
- In Sudafrica con il numero di serie SPD 544
- In Spagna con il numero di serie 1J006-04645M
- In Svizzera con il numero di serie 4E006-04645

In Portogallo e Sudafrica è stato pubblicato dalla Parlophone, in Spagna dalla Odeon, mentre in tutti gli altri paesi dalla Apple Records.

### Classifiche
Negli USA la posizione più alta raggiunta nella Billboard Pop 100 è stata l'ottantasettesima, alla quale il singolo è arrivato il 7 novembre 1970; la stessa posizione è stata raggiunta anche secondo la classifica del Record World, mentre per quella di Cash Box il singolo è arrivato al sessantanovesimo posto. In Germania il singolo è arrivato alla quarantatreesima posizione.

## Formazione
- Ringo Starr: voce, chitarra acustica, batteria
- Charlie McCoy: armonica a bocca
- The Jordanaires: cori

Questa formazione è stata ipotizzata in occasione della pubblicazione della compilation Photograph: The Very Best of Ringo.